# Rod Coronado
Rod Coronado (* 3. července 1966) je americký aktivista, člen organizace Sea Shepherd Conservation Society, která se zabývá ochranou moří a oceánů. V roce 1986 spolu s Davidem Howittem potopil dvě velrybářské lodě v Reykjavíku. Škoda byla vyčíslena na dva miliony amerických dolarů. Roku 1995 byl odsouzen na 57 měsíců ve vězení a náhradů škody za útok na vivisekční laboratoř na Michiganské státní univerzitě. Znovu byl odsouzen v roce 2006 za sabotáž honu na pumu americkou. Roku 2010 byl znovu uvězněn, neboť  porušil pravidlo podmínečného propuštění. Důvodem bylo, že si přidal mezi přátelé na Facebooku jednoho člena hnutí Earth First!.